# Zenon Baranowski
Zenon Baranowski (Zenon Franciszek Baranowski; * 21. November 1930 in Schwersenz; † 10. Oktober 1980 in Posen) war ein polnischer Sprinter.
Bei den Olympischen Spielen 1956 in Melbourne wurde er Sechster in der 4-mal-100-Meter-Staffel, und bei den Leichtathletik-Europameisterschaften 1958 in Stockholm schied er in der 4-mal-100-Meter-Staffel im Vorlauf aus.
Je zweimal wurde er Polnischer Meister über 100 m (1953, 1954) und 200 m (1953, 1957).

## Persönliche Bestzeiten
- 100 m: 10,3 s, 7. Juni 1958, Stettin
- 200 m: 21,4 s, 11. September 1955, Budapest